# Кулян, Сирануш Ованесовна
Сирануш Ованесовна Кулян (25 декабря 1913 — 10 сентября 1985) — передовик советского сельского хозяйства, звеньевая Лазаревского совхоза № 4, город Сочи Краснодарского края, Герой Социалистического Труда (1966).

## Биография
Родилась 25 декабря 1913 года в селе Верхнеармянское Лоо, ныне Лазаревского района Краснодарского края в крестьянской армянской семье. Завершила обучение шести классах школы. Вступила в члены ВКП(б) в 1948 году.
Работать начала с 1929 года. Заведующая детских садов в сёлах Верхняя Беранда и Верхнее Буу. С 1934 по 1941 год работала на плантациях чая в колхозе имени А. Ф. Мясникяна. С 1941 по 1943 год счетовод в колхозе. С 1943 по 1945 год в должности бригадира, некоторое время замещала председателя.
С 1945 по 1968 год трудилась звеньевой чаеводческого колхоза. Постоянно добивалась высоких результатов в труде.
Указом Президиума Верховного Совета СССР от 30 апреля 1966 года за получение высоких результатов в сельском хозяйстве и рекордные показатели при уборке урожая Сирануш Ованесовне Кулян было присвоено звание Героя Социалистического Труда с вручением ордена Ленина и золотой медали "Серп и Молот. Продолжала и дальше трудиться в сельском хозяйстве.
Избиралась членом Лазаревского райкома КПСС, депутатом Лазаревского районного Совета депутатов и Сочинского городского Совета депутатов трудящихся.
Проживала в селе Верхняя Беранда. Умерла 10 сентября 1985 года.

## Награды
За трудовые успехи была удостоена:
- золотая звезда «Серп и Молот» (30.04.1966)
- орден Ленина (30.04.1966)
- другие медали.